# Halcro 150C
Halcro 150C är ett reservat i Kanada.   Det ligger i provinsen Alberta, i den centrala delen av landet, 3 000 km väster om huvudstaden Ottawa.
Runt Halcro 150C är det glesbefolkat, med 11 invånare per kvadratkilometer.